# Cuánta, cuánta guerra
Cuánta, cuánta guerra (título original, Quanta, quanta guerra...) es una novela de la escritora Mercè Rodoreda escrita originalmente en catalán y publicada en 1980. Fue escrita durante su estancia en casa de Carme Manrubia, amiga suya, en Romanyá de la Selva. Este libro junto con Viajes a varios pueblos –parte del libro Viajes y flores- le permitieron ganar en 1980 el Premio Ciudad de Barcelona. Recibió también el Premio Crítica Serra d'Or del año 1980.
La traducción al castellano corrió a cargo de la escritora Ana María Moix y fue publicada en 1982 por Edhasa.
Según explica la autora en el prólogo del libro, el título original debía ser El soldat i les roses (literalmente, El soldado y las rosas) y el nombre del protagonista de la obra, Manuel. Sin embargo, esta idea cambió y Manuel se transformó en Adrià Guinart. Rodoreda también confesó que en Cuánta, cuánta, guerra no se muestran batallas bélicas porque su intención fue hacer lo mismo que Jan Potocki en la obra El manuscrito encontrado en Zaragoza, donde Zaragoza tampoco aparece.

## Argumento
Durante la guerra civil española, Adrià Guinart, un joven de quince años cansado de su inexperiencia en la vida y del anhelo de libertad, decide ir al frente con un amigo de la infancia. Su trayectoria personal durante la contienda es un auténtico proceso de aprendizaje acerca de la naturaleza humana.

Me fui de casa para ver pueblos, para conocer gente y porque mi madre me había aburrido... y nada pudo detenerme. Y también para ir a hacer la guerra, aunque la he visto de cerca no puedo decir que lo haya vivido porque siempre que  he podido he huido.
Adrià Guinart en Cuánta, cuánta guerra